# Сибиртий
Сибиртий  (др.-греч. Σιβύρτιος; IV век до н. э.) — македонский военачальник, соратник Александра Великого, родом с Крита, сатрап (правитель) нескольких провинций.

## Биография
После своего возвращения из Индии, Александр Македонский в 326 году до нашей эры казнил Астаспа, сатрапа Кармании (провинция на юге современного Ирана), и назначил Сибиртия его преемником. Несколько позже, после смерти Фоанта, Сибиртий получил в управление Арахосию (современное афгано-пакистанское пограничье) и Гедросию (примерно соответствует современному Белуджистану).
Права на эти провинции были подтверждены за Сибиртием и после смерти Александра в 323 году до н. э. в Вавилоне, а также после второго раздела провинций в Трипарадисе в 321 году до н. э.
Когда между военачальниками Александра начались конфликты, известные как Войны диадохов, Сибиртий поддержал Певкеста в борьбе с Пифоном и Селевком. Затем вместе с Певкестом присоединился в Сузиане к Эвмену. Когда между Эвменом и Певкестом начались разногласия, то Сибиртий решительно поддержал последнего. За участие в заговоре Эвмен приказал схватить Сибиртия, и от ареста сатрап Арахосии и Гедросии спасся только путём поспешного бегства.
Антигон I Одноглазый после разгрома Евмена подтвердил полномочия Сибиртия и отдал в его распоряжение часть аргираспидов, своего рода пеших гвардейцев Александра Великого, под предлогом защиты от набегов соседних народов, но на самом деле с целью избавиться от этих буйных и опасных ветеранов.
Арриан упоминал, что посол Селевка Мегасфен после своего возвращения из Индии проживал некоторое время у Сибиртия.